# Zuwarah
Zuwarah este un oraș portuar din nord-vestul Libiei, cu o populație de 80.310 de locuitori.